# Jesús Colomé
Jesús De la Cruz Colomé (né le 23 décembre 1977 à San Pedro de Macorís, République dominicaine) est un lanceur de relève droitier qui joue en Ligue majeure de baseball de 2001 à 2010.

## Carrière
Jesus Colomé signe son premier contrat en 1996 avec les Athletics d'Oakland. Il est échangé aux Devil Rays de Tampa Bay le 28 juillet 2000 en retour des lanceurs Jim Mecir et Todd Belitz. Colomé joue son premier match dans les majeures le 21 juin 2001 avec Tampa Bay.
En avril 2006, les Devil Rays le libèrent de son contrat après une seule partie. Il se joint aux Yankees de New York mais ne lance jamais pour eux dans les majeures et passe la saison en ligues mineures. Engagé par les Nationals de Washington, il évolue pour ces derniers de 2007 à 2009. Il connaît sa meilleure saison en 2007 avec 5 victoires et une défaite et une moyenne de points mérités de 3,82.
Libéré par les Nationals en 2009, il termine la saison chez les Brewers de Milwaukee, qui le quittent début septembre après qu'il a été absent du jeu en raison d'une blessure à l'avant-bras.
En février 2010, le releveur droitier est invité au camp d'entraînement des Mariners de Seattle, avec qui il accepte un contrat des ligues mineures. Il joue 12 matchs pour Seattle, encaissant une défaite et affichant une moyenne de points mérités de 5,29 en 17 manches lancées. Libéré de son contrat le 10 juin, il passe brièvement par l'organisation des Dodgers de Los Angeles avant d'obtenir une offre comme agent libre avec les Rangers du Texas le 15 août.